# Ojstrica, Dravograd
Ojstrica este o localitate din comuna Dravograd, Slovenia, cu o populație de 107 locuitori.